# Dendro-hypnum reinwardtii
Dendro-hypnum reinwardtii là một loài Rêu trong họ Hypnodendraceae. Loài này được (Schwägr.) N. E. Bell, A.E. Newton & D. Quandt mô tả khoa học đầu tiên năm 2007.